# 최기선
최기선(崔箕善, 1945년 5월 15일 ~ 2018년 2월 28일)은 대한민국의 정치인이다.
제13대 국회의원과 민선 1·2기 인천광역시장을 역임하였다. 2018년 2월 28일, 72세를 일기로 숨졌다. 3월 4일 영결식이 인천광역시청 앞 미래광장에서 시민장으로 엄수되었다.

## 학력
- 1958년 서암국민학교 졸업
- 1961년 중앙중학교 졸업
- 1964년 보성고등학교 졸업
- 1968년 서울대학교 법과대학 법학과 학사

## 경력
- 신민당 총재비서관
- 신한민주당 당보편집위원회 위원
- 통일민주당 부대변인
- 통일민주당 정책위원회 국방담당위원
- 민주자유당 총재비서실장
- 제7대 인천직할시장
- 제1·2대 인천광역시장

## 역대 선거 결과
|  | 24.82% |

|  | 34.29% |

|  | 40.81% |

|  | 53.49% |

|  | 23.58% |

## 소속 정당
| 소속 정당 | 소속 정당      | 소속 기간 | 비고                |
| --------- | -------------- | --------- | ------------------- |
|           | 신민당         | 1979~1980 | 정계 입문           |
|           | 무소속         | 1980~1985 | 정당 해산           |
|           | 신한민주당     | 1985~1987 | 창당                |
|           | 무소속         | 1987      | 탈당                |
|           | 통일민주당     | 1987~1990 | 창당                |
|           | 민주자유당     | 1990~1995 | 합당                |
|           | 신한국당       | 1995~1997 | 당명 변경           |
|           | 한나라당       | 1997~1998 | 합당                |
|           | 무소속         | 1998      | 탈당                |
|           | 자유민주연합   | 1998~2002 | 입당                |
|           | 무소속         | 2002~2005 | 탈당                |
|           | 열린우리당     | 2005~2007 | 입당                |
|           | 대통합민주신당 | 2007~2008 | 합당                |
|           | 통합민주당     | 2008      | 합당                |
|           | 민주당         | 2008~2011 | 당명 변경           |
|           | 민주통합당     | 2011~2013 | 합당                |
|           | 민주당         | 2013~2014 | 당명 변경           |
|           | 새정치민주연합 | 2014~2015 | 합당                |
|           | 무소속         | 2015~2018 | 탈당 정계 은퇴 사망 |

## 같이 보기
- 인천광역시장
- 부천시의 국회의원
- 부천시 남구